# Ильф и Петров
Ильф и Петров — советские писатели-сатирики Илья Ильф (настоящее имя — Иехиел-Лейб бен Арьевич Файнзильберг; 1897—1937) и Евгений Петров (настоящее имя — Евгений Петрович Катаев; 1902—1942). Уроженцы города Одессы. Авторы совместно написали знаменитые романы «Двенадцать стульев» (1928) и «Золотой телёнок» (1931).  Дилогия о похождениях «великого комбинатора» Остапа Бендера выдержала множество переизданий, не только на русском языке.
В 1925 году произошло знакомство будущих соавторов, и с 1926 года началась их совместная работа, на первых порах состоявшая в сочинении тем для рисунков и фельетонов в журнале «Смехач» и обработке материалов для газеты «Гудок». Первой значительной совместной работой Ильфа и Петрова был роман «Двенадцать стульев», опубликованный в 1928 году в журнале «Тридцать дней» и в том же году вышедший отдельной книгой. Роман имел большой успех. Он примечателен множеством блестящих по выполнению сатирических эпизодов, характеристик и подробностей, явившихся результатом злободневных жизненных наблюдений.
За романом последовало несколько рассказов и повестей («Светлая личность», 1928, «Тысяча и один день, или Новая Шахерезада», 1929); в это же время началась систематическая работа писателей над фельетонами для «Правды» и «Литературной газеты». В 1931 году был опубликован второй роман Ильфа и Петрова — «Золотой телёнок», история дальнейших похождений героя «Двенадцати стульев» Остапа Бендера. В романе дана целая галерея мелких людишек, обуреваемых стяжательскими побуждениями и страстями и существующих «параллельно большому миру, в котором живут большие люди и большие вещи».
В 1933 году Ильф и Петров на борту крейсера «Красный Кавказ» в качестве корреспондентов «Правды» участвовали в заграничном походе отряда кораблей Черноморского флота, шедших с дружеским ответным визитом в Неаполь.
В 1935—1936 годах писатели совершили путешествие по США, результатом которого явилась книга «Одноэтажная Америка» (1936).
В 1937 году Ильф умер, а изданные после его смерти «Записные книжки» были единодушно оценены критикой как выдающееся литературное произведение. Петров пережил Ильфа на 5 лет, оба прожили всего лишь по 39 лет. Петров после смерти соавтора написал ряд киносценариев (совместно с Георгием Мунблитом), пьесу «Остров мира» (опубликована в 1947), «Фронтовой дневник» (1942). В 1940 он вступил в Коммунистическую партию и с первых дней войны стал военным корреспондентом «Правды» и «Информбюро». Погиб в июне 1942 г. в авиакатастрофе. Награждён орденом Ленина.

## Сочинения
- роман «Двенадцать стульев» (1928);
- роман «Золотой телёнок» (1931);
- новеллы «Необыкновенные истории из жизни города Колоколамска» (1928);
- фантастическая повесть «Светлая личность» (1928)[3];
- новеллы «Тысяча и один день, или Новая Шахерезада» (1929);
- сценарий фильма «Однажды летом» (1936);
- художественно-документальная повесть «Одноэтажная Америка» (1937).

В 1932—1937 годах Ильф и Петров писали фельетоны для газет «Правда», «Литературная газета» и журнала «Крокодил». В 1935—1936 годы они совершили путешествие по США, результатом которого явилась книга «Одноэтажная Америка» (1937). Творческое сотрудничество писателей прервала смерть Ильфа в Москве 13 апреля 1937 года.
После 1939 года произведения длительное время не переиздавались. В 1947 году, по «требованиям трудящихся», а фактически с санкции Сталина, писателей посмертно предали остракизму, причислили к «безродным космополитам» и вскоре официально запретили переиздавать, в 1949 году изъяли из библиотек и передали в спецхраны книги «Двенадцать стульев» и «Золотой телёнок», а также «Одноэтажную Америку», обвинённые в «оглуплении советского человека». Запрет был отменён в 1956 году в связи с хрущёвской оттепелью.
Собрание сочинений Ильи Ильфа и Евгения Петрова в пяти томах было повторно (после 1939 года) издано в 1961 году Госиздательством художественной литературы.
Во вступительной статье к этому собранию сочинений Д. И. Заславский писал:
«Судьба литературного содружества Ильфа и Петрова необычна. Она трогает и волнует. Они работали вместе недолго, всего десять лет, но в истории советской литературы оставили глубокий, неизгладимый след. Память о них не меркнет, и любовь читателей к их книгам не слабеет. Широкой известностью пользуются романы „Двенадцать стульев“ и „Золотой телёнок“».

### Романы
История создания первого из написанных прозаиками романа — «Двенадцать стульев» — за десятилетия настолько обросла легендами, что, по замечанию литературоведов Михаила Одесского и Давида Фельдмана, в определённый момент стало сложно отделить правду от вымысла. У истоков возможной мистификации стоял Евгений Петров, опубликовавший в 1939 году воспоминания, согласно которым Катаев-старший предложил ему и Ильфу подготовить рукопись, по которой мэтр, играющий в Дюма-отца, мог бы впоследствии «пройтись рукой мастера». План показался соавторам интересным, и в августе (или начале сентября) 1927 года они приступили к работе. Первая часть была написана в течение месяца, к январю 1928 года завершён весь роман: «Шёл снег. Чинно сидя на санках, мы везли рукопись домой… Напечатают ли наш роман?». Практически сразу началась его публикация на страницах журнала «Тридцать дней»; произведение печаталось с продолжением вплоть до июля.
Почти ту же самую версию изложил в «Алмазном моём венце» и Валентин Катаев, дополнивший историю «Двенадцати стульев» воспоминаниями о том, как он, поставив перед своими «литературными неграми» творческую задачу, уехал на Зелёный мыс. Туда соавторы периодически отправляли телеграммы, прося консультаций по разным вопросам, однако в ответ получали короткие депеши со словами: «Думайте сами». Вернувшись осенью в Москву, Катаев познакомился с первой частью, отказался от роли Дюма-отца, предсказал ещё не дописанному произведению «долгую жизнь и мировую славу», а в качестве платы за идею попросил посвятить ему роман и преподнести с первого гонорара подарок в виде золотого портсигара. Оба этих условия были выполнены.
По мнению Одесского и Фельдмана, история, созданная Петровым и Катаевым, весьма противоречива, особенно если принять во внимание редакционно-полиграфические возможности 1920-х годов. С момента поступления любой рукописи в редакцию до её подписания в печать — с учётом обязательных цензурных вердиктов — обычно проходило много недель; столь же долгими были и типографские работы. Как предполагают литературоведы, публикация романа в январском номере «Тридцати дней» могла состояться при условии, что соавторы ещё осенью начали передавать рукописи в журнал частями. Не исключено, что заведующий редакцией Василий Регинин, который был знаком с Катаевым ещё с одесских времён, а также ответственный редактор Владимир Нарбут согласились опубликовать произведение начинающих авторов без предварительного знакомства с текстом; гарантом в данном случае выступал сам Валентин Петрович.
Евгений Петров, подготовивший после смерти Ильфа воспоминания об их совместной работе, наверняка знал детали подлинной истории «Двенадцати стульев», однако не мог их изложить, потому что основатель журнала «Тридцать дней» Владимир Нарбут, давший «путёвку в жизнь» молодым литераторам, в 1936 году был объявлен «врагом народа» и арестован; его имя вошло в число «неупоминаемых» лиц. За десять лет до гибели, в 1928-м, Нарбут был снят со всех должностей. Возможно, это обстоятельство повлияло на ситуацию, связанную с выходом в свет следующего романа Ильфа и Петрова: журнальная публикация «Золотого телёнка» в 1931 году была прервана, цензура назвала вторую часть дилогии об Остапе Бендере «пасквилем на Советский Союз», выход отдельной книги растянулся на три года.
Объясняя многолетний успех обоих романов, литературовед Юрий Щеглов отмечал, что дилогия Ильфа и Петрова — благодаря широте охвата картин советского мира — является своеобразной «энциклопедией русской жизни» 1920—1930-х годов, а созданная соавторами многослойная панорама, собранная из сотен фрагментов, образует полотно под условным названием «Весь Союз». Поддерживая этот тезис, Игорь Сухих писал: «Другой столь развёрнутой, колоритной картины советской реальности… в нашей литературе, кажется, нет». При этом оба произведения претерпели в разное время множественные литературоведческие трактовки: их называли «классикой советской сатиры», настольной книгой шестидесятников, антиинтеллигентским памфлетом новых Растиньяков, «литературным дайджестом». Впервые плутовские романы Ильфа и Петрова как антиинтеллигентские памфлеты рассмотрели вдова Осипа Мандельштама Надежда Яковлевна, а затем в своей работе «Русофобия» И. Р. Шафаревич, увидевшие в лице Васисуалия Лоханкина злую карикатуру на дореволюционную интеллигенцию, а в авторах романов — представителей «малого народа» («антисистемы»). Так, Шафаревич писал: «Мне кажется, пора бы пересмотреть и традиционную точку зрения на романы Ильфа и Петрова. Это отнюдь не забавное высмеивание пошлости эпохи нэпа. В мягкой, но чѐткой форме в них развивается концепция, составляющая, на мой взгляд, их основное содержание. Действие их как бы протекает среди обломков старой русской жизни, в романах фигурируют дворяне, священники, интеллигенты — все они изображены как какие-то нелепые, нечистоплотные животные, вызывающие брезгливость и отвращение. Им даже не приписывается каких — то черт, за которые можно было бы осудить человека. На них вместо этого ставится штамп, имеющий целью именно уменьшить, если не уничтожить, чувство общности с ними как с людьми, оттолкнуть от них чисто физиологически: одного изображают голым, с толстым отвисшим животом, покрытым рыжими волосами; про другого рассказывается, что его секут за то, что он не гасит свет в уборной… Такие существа не вызывают сострадания, истребление их — нечто вроде весѐлой охоты, где дышится полной грудью, лицо горит и ничто не омрачает удовольствия.» Но помимо жертв российского немца-меннонита Остапа Бендера (он называет себя в романе «Золотой телёнок» проклятым меннонитом) высмеиваются он сам, еврей Михаил Самуэлевич (в первом издании — даже Моисеевич) Паниковский, поляк Адам Козлевич, не только русские Васисуалий Лоханкин и Шура Балаганов. Авторы, наоборот, показывают, что в их антигероях много хороших черт, а мошенниками они стали в силу обстоятельств, например, репрессий, обрушившихся на семью интеллигента Остапа Бендера, в отличие от Лоханкина закончившего гимназию. Более того, Ильф и Петров закончили роман «Золотой телёнок» свадьбой Остапа с Зосей Синицкой с образованием новой ячейки общества строителей социализма. Только звонок авторам «с самых верхов ВКП(б)» о том, что Бендер среди строителей социализма не нужен, заставил их срочно написать ту концовку романа, которую мы знаем. Главным читателем всех трёх друзей — И. Ильфа, М. А. Булгакова, Е. Петрова — в ВКП(б) был лично И. В. Сталин.

### Повести, циклы новелл
Многие идеи, родившиеся во время работы соавторов над «Двенадцатью стульями», не реализовались в их первом романе. При этом творческая энергия молодых литераторов требовала выхода. Поэтому летом 1928 года Ильф и Петров приступили к написанию сатирической повести «Светлая личность». Она была создана в предельно сжатые сроки — всего за шесть дней — и представляла собой историю о превращении Егора Карловича Филюрина, канцеляриста коммунальной службы города Пищеслава, в человека-невидимку. Если в первом произведении соавторов общая картина мира была в целом близка к реальной, то во втором авторскую иронию дополнил фантастический гротеск. В итоге возник вымышленный город, жизнь в котором была устроена абсурдно: местная пельменная машинка производила по три миллиона пельменей в час, пищеславский клуб «зарос» колоннами, как лесами, в центре стояла конная статуя естествоиспытателя Тимирязева.
Несмотря на обилие комических ситуаций и популярность темы (в повести присутствует пародийная отсылка к «Человеку-невидимке» Герберта Уэллса, который в 1920-х годах, после визита в Москву, был хорошо известен в СССР), «Светлая личность» не вызвала большого интереса у критиков и читателей. Соавторы и сами чувствовали, что повесть «оказалась бледнее их первого романа»; она даже не была включена в четырёхтомное собрание сочинений Ильфа и Петрова, вышедшее в свет в 1938—1939 годах. Повторное издание «Светлой личности» состоялось лишь в 1961 году.
В 1929 году Ильф и Петров приступили к циклу новелл «Необыкновенные истории из жизни города Колоколамска». Фантастический гротеск, проявившийся в «Светлой личности» как одна из сторон их творческого почерка, здесь сгустился «до черноты». В числе жителей придуманного ими города впервые был упомянут Васисуалий Лоханкин — гробовщик, сеявший среди колоколамцев панику относительно грядущего конца света, потопа и «хлябей небесных». Воспроизведённая писателями атмосфера коммунального быта напоминала обстановку в «Вороньей слободке» — это название вместе с фамилией и именем гробовщика позже появились в «Золотом телёнке». Вероятно, начиная «колоколамский проект», соавторы планировали создать советский вариант «Истории одного города» Салтыкова-Щедрина. Однако, по словам литературоведа Лидии Яновской, «щедринской сатиры не получилось». Ильф и Петров поняли это раньше, чем критики, поэтому не только прервали работу над циклом, но даже не сдали в печать все написанные ими новеллы.
Появлению ещё одного цикла новелл — «Тысяча и один день, или Новая Шахерезада», опубликованному в «Чудаке» (1929, № 12-22), — предшествовала реклама: читателям сообщали о предстоящем выходе «сказки советской Шахерезады, сочинения Ф. Толстоевского». Роль сказочницы была возложена на делопроизводительницу конторы по заготовке когтей и хвостов Шахеразаду Фёдоровну Шайтанову, которая, подражая своей «предшественнице» из «Тысячи и одной ночи», повествует о бюрократах, хамах и приспособленцах. Однако реклама в «Чудаке» обещала гораздо большее количество новелл, чем их в итоге оказалось. Соавторы в процессе работы сами утратили интерес к своей задумке, и «Новая Шахерезада» стала «произведением переходным». Позже, рассказывая о созданных в конце 1920-х годов повестях и циклах новелл, Евгений Петров вспоминал: «Мы пишем историю Колоколамска. Шахерезаду. Творческие мучения. Мы чувствовали, что надо писать что-то другое. Но что?» Итогом их поисков стала вторая часть дилогии об Остапе Бендере — роман «Золотой телёнок», куда переместились и некоторые персонажи «Тысячи и одного дня».

### Киносценарии и водевили
К сценическим жанрам Ильф и Петров стали обращаться в 1930-х годах, однако интерес к ним у соавторов обозначился гораздо раньше. По утверждению литературоведа Абрама Вулиса, непосредственными предшественниками их водевилей и сценариев были ранние рассказы Петрова, насыщенные смешными диалогами и по форме напоминающие короткие комедийные пьесы. Позже тяготение писателей к «зримым эпизодам» проявилось в романе «Двенадцать стульев», многие главы которого оказались по-настоящему «кинематографичными». Первая работа соавторов в кинематографе была связана с немым фильмом Якова Протазанова «Праздник святого Иоргена», для которого Илья Арнольдович и Евгений Петрович написали интертитры. Затем они сочинили сценарий «Барак», рассказывающий о том, как передовик-строитель Битюгов решил взять «на буксир» отстающую бригаду. Картина, снятая Николаем Горчаковым и Михаилом Яншиным, вышла на экраны в 1933 году под названием «Чёрный барак», однако особого успеха у зрителей не снискала; по мнению критиков, создатели фильма использовали «несколько схематичный подход к людям и событиям».
В 1933 году, во время путешествия по Европе, Ильф и Петров получили от французской кинофирмы «Софар» заявку на написание сценария для звукового кино. Работа, выполненная в десятидневный срок, была хорошо оценена заказчиком; Ильф в письме жене сообщал, что «сценарий вчера сдавали. Он понравился, смеялись очень, падали со стульев». Однако фильм по сценарию, созданному в традициях французской кинокомедии, так и не был снят, а переданная «Софару» рукопись исчезла. Почти через тридцать лет в домашнем архиве одного из соавторов была обнаружена её машинописная копия — по-видимому, черновая. Этот текст был восстановлен и впервые опубликован в журнале «Искусство кино» (1961, № 2) под заголовком «Сценарий звукового кинофильма».
Пристрастное отношение Ильфа и Петрова к пародии как элементу литературной игры проявилось в одноактном водевиле «Сильное чувство», напечатанном в журнале «Тридцать дней» (1933, № 5). История, сочинённая соавторами, с одной стороны, является своеобразной вариацией чеховской «Свадьбы», с другой — насмешливым повторением собственных тем и мотивов. Так, в ней получает развитие персонаж «Двенадцати стульев» Эллочка-людоедка, которая на сей раз носит имя Рита и стремится стать женой преуспевающего иностранца: «Поехать с ним за границу! Так хочется… пожить в буржуазном обществе, в коттедже, на берегу залива».
Определённые самоповторы замечены и в сценарии к фильму «Однажды летом», вышедшем на экраны в 1936 году (режиссёры Ханан Шмаин и Игорь Ильинский). Сюжет, в основе которого — путешествие Жоры и Телескопа на собственноручно собранном автомобиле, — напоминает фабулу «Золотого телёнка», персонажи которого отправляются навстречу приключениям на «Антилопе Гну». При этом, несмотря на множество курьёзных ситуаций, в которые попадают герои, а также добротную актёрскую игру (Ильинский сыграл целых две роли), картина «Однажды летом» не вошла в список творческих удач соавторов. Критики отмечали, что во время съёмок использовались устаревшие технологии, а потому лента «возвращает нас к тем временам, когда кинематография делала первые свои шаги».
В середине 1930-х годов Ильф, Петров и Катаев получили от мюзик-холла, остро нуждавшегося в обновлении репертуара, заявку на создание современной комедии. Так появилась пьеса «Под куполом цирка», которая позже была почти без изменений перенесена в сценарий фильма Григория Александрова «Цирк». В процессе работы между Александровым и соавторами возникли разногласия. В письме, адресованном дирекции «Мосфильма», они указывали, что из-за режиссёрского вмешательства в сценарий «значительно уменьшились элементы комедии, значительно увеличились элементы мелодрамы». После переговоров с руководством студии Ильф и Петров, посчитавшие, что их изначальный замысел был искажён, попросили убрать свои фамилии из титров.

## Издания
- Собрание сочинений в четырёх томах. — М.: Советский писатель, 1938—1939.
- Как создавался «Робинзон». Л.—М., «Молодая гвардия», 1933.
- Двенадцать стульев. Золотой телёнок. — М.: Советский писатель, 1936
- Двенадцать стульев. — М.—Л., ЗиФ, 1928.
- Золотой телёнок. — М.: Федерация, 1933

## Экранизации произведений
1. 1933 — Двенадцать стульев (Польша—Чехословакия)
2. 1936 — Цирк
3. 1936 — Однажды летом
4. 1938 — 13 стульев (Германия)
5. 1961 — Совершенно серьёзно (очерк Как создавался Робинзон)
6. 1962 — Двенадцать стульев (Куба)
7. 1968 — Золотой телёнок (режиссёр — Михаил Швейцер)
8. 1969 — Один из тринадцати (Италия, Франция)
9. 1970 — The Twelve Chairs (Двенадцать стульев) (США)
10. 1971 — Двенадцать стульев (режиссёр — Леонид Гайдай)
11. 1972 — Ехали в трамвае Ильф и Петров (по мотивам рассказов и фельетонов)
12. 1976 — Двенадцать стульев (4 серии, режиссёр — Марк Захаров)
13. 1989 — Светлая личность
14. 1993 — Мечты идиота (режиссёр — Василий Пичул)
15. 2004 — Двенадцать стульев (Zwölf Stühle) (Германия)
16. 2006 — Золотой телёнок (8 серий, режиссёр — Ульяна Шилкина)

## Память
- Писателям открыты памятники в Одессе. Памятник, показанный в конце фильма «Двенадцать стульев» (1971), в действительности никогда не существовал. Улица в Одессе на поселке Таирова до 2024 года носила имя Ильфа и Петрова. В 2022 году в ходе российского вторжения в Украину в Одессе российской ракетой были убиты восемь мирных жителей, в том числе семья одессита Юрия Глодана, после чего Юрий пошёл на фронт, где погиб в 2023 году. В 2024 году улицу Ильфа и Петрова в Одессе переименовали в улицу семьи Глодан[37].
- Пропагандировала произведения своих «двух отцов» дочь Ильфа — Александра (1935—2013), которая работала редактором издательства, где перевела тексты на английский язык. К примеру, благодаря её труду в издание вышла полная авторская версия «Двенадцати стульев», без цензуры и с не включённой в ранние тексты главой. Последняя книга, написанная ею, — «Дом, милый дом… Как жили в Москве Ильф и Петров». Она вышла после смерти автора.
- В память о писателях Ильфе и Петрове астроном Крымской астрофизической обсерватории Людмила Карачкина назвала открытый ею 21 октября 1982 г. астероид 3668 Ilfpetrov.